# Самойлова, Екатерина Сергеевна
Графиня Екатери́на Серге́евна Само́йлова, урожд. Трубецка́я (2 октября 1763 года — 21 февраля 1830 года) — фрейлина, жена генерал-прокурора А. Н. Самойлова, сестра князя В. С. Трубецкого и баронессы А. С. Строгановой, мать Н. А. Самойлова и графини С. А. Бобринской, свекровь Ю. П. Самойловой.

## Биография
Старшая из двух дочерей князя Сергея Алексеевича Трубецкого (1731—1777, второй сын князя А. Ю. Трубецкого) и Елены Васильевны (1744—1831), дочери петербургского губернатора князя В. Ф. Несвицкого.
Во фрейлины пожалована в 1782 году; была сначала сговорена за голландского посланника в Петербурге, но брак этот не состоялся, и она в январе 1786 года вышла замуж за известного екатерининского деятеля, генерал-прокурора графа Александра Николаевича Самойлова (1744—1814), племянника светлейшего князя Г. А. Потёмкина.
Как другие племянницы Потёмкина, была одно время предметом его особой благосклонности и во время Турецкой войны в 1787—1791 годах находилась с мужем при главной квартире «светлейшего» в Бендерах. Принц де Линь, находившийся в русской армии под Очаковым, написал стихотворное послание к 25-летию красавицы Самойловой.
По словам венесуэльца Ф. Миранды, госпожа Самойлова была «собой недурна и свободно изъяснялась по-английски, по характеру была спесива и легкомысленна». Хоть в Петербурге она и пользовалась очень незавидной репутацией, весь свет охотно бывал на раутах и приёмах, устраиваемых ею.
Часто гости злословили по поводу любовных похождений хозяйки, однажды на балу, данном графиней Самойловой в честь шведского короля, в присутствии всего двора великий князь Константин Павлович в разговоре с королём выразился таким невозможным образом о хозяйке дома, что был посажен Екатериной под арест.

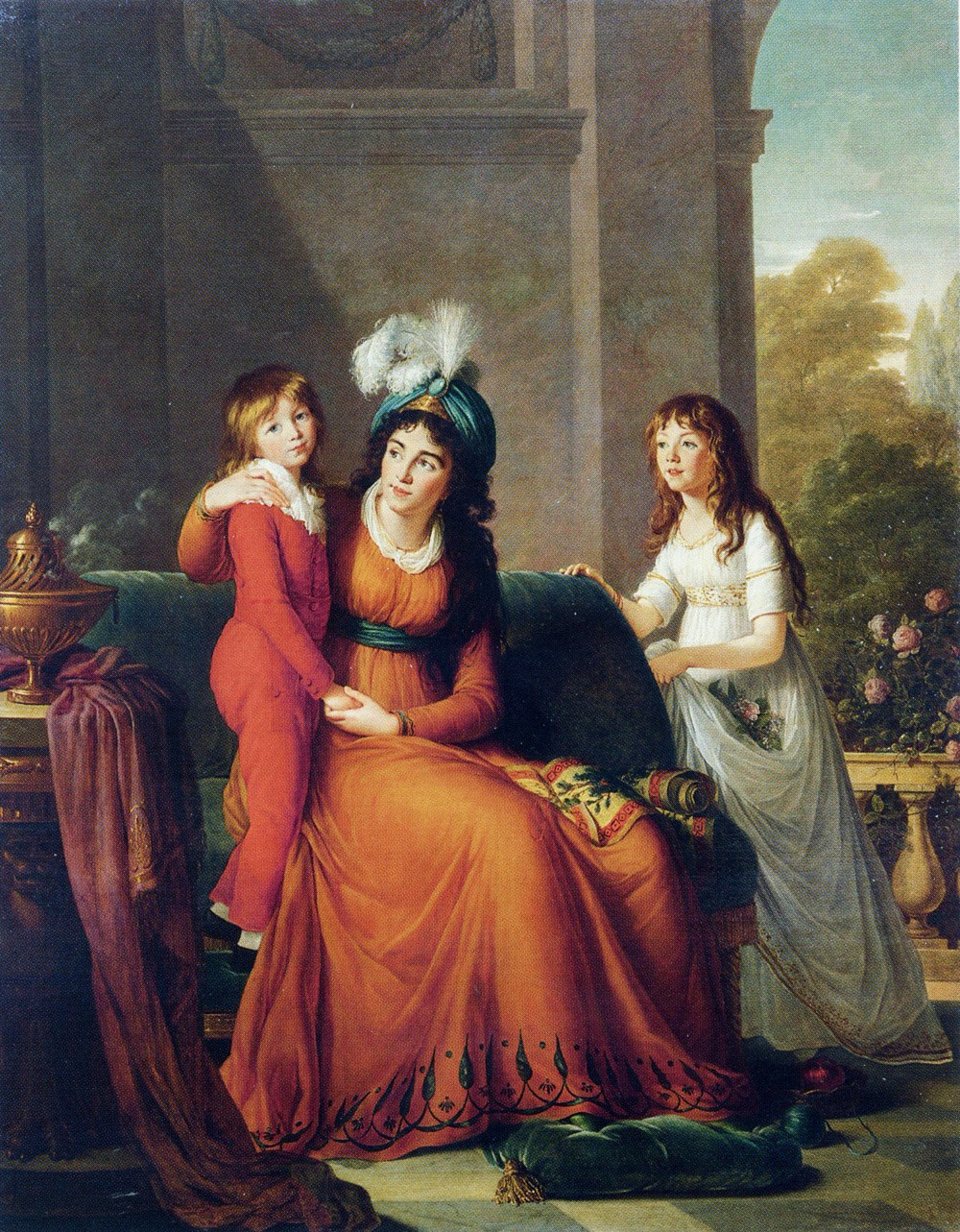
Самойлова с детьми Еленой и Григорием на портрете
Э. Виже-Лебрен (1797)

У графини Самойловой были многочисленные поклонники, с некоторыми из них её связывали отнюдь не платонические отношения. Холодные отношения супругов Самойловых были известны всему городу и двору, к 1793 году супруги фактически разъехались.
В 1792 году Екатерина II писала Валериану Зубову из Царского Села:
У нас обедало много людей и между прочими Анна Никитична Нарышкина и Катерина Сергеевна Самойлова. 
И от мужа отступает: желание его, чтобы она здесь жила.

Из письма княгини Анны Александровны Голицыной к родственнику от 23 октября 1796 года:
...Самойлова очень больна после преждевременных родов; третьего дня, возвратившись домой из театра, она упала на лестнице и в ту же ночь родила на седьмом месяце.

В 1796 году Ростопчин сообщал С. Р. Воронцову:
Жена графа Самойлова только что разрешилась от бремени сыном, который, как утверждают, появился на свет раньше срока. Генерал-прокурора это не слишком радует, так как он не живет с женой, но она тем не менее обнаруживает удивительную плодовитость.
Большая щеголиха, она имела в модных магазинах много долгов, которые тщательно скрывала от мужа, несмотря на его богатство, тем самым оскорбляла его бережливость. По характеру графиня Самойлова была женщиной деятельной, активной и властной, как мать — нежной и любящей. Несмотря на свою репутацию, своих дочерей графиня воспитывала в строгости. Зная, какое влияние может оказать на девушку рассеянная светская жизнь, она не разрешала дочерям никуда выезжать без её на то согласия.
Графиня Е. С. Самойлова скончалась в Петербурге 21 февраля 1830 года и похоронена в церкви
Св. Духа, в Александро-Невской лавре.

## Семья

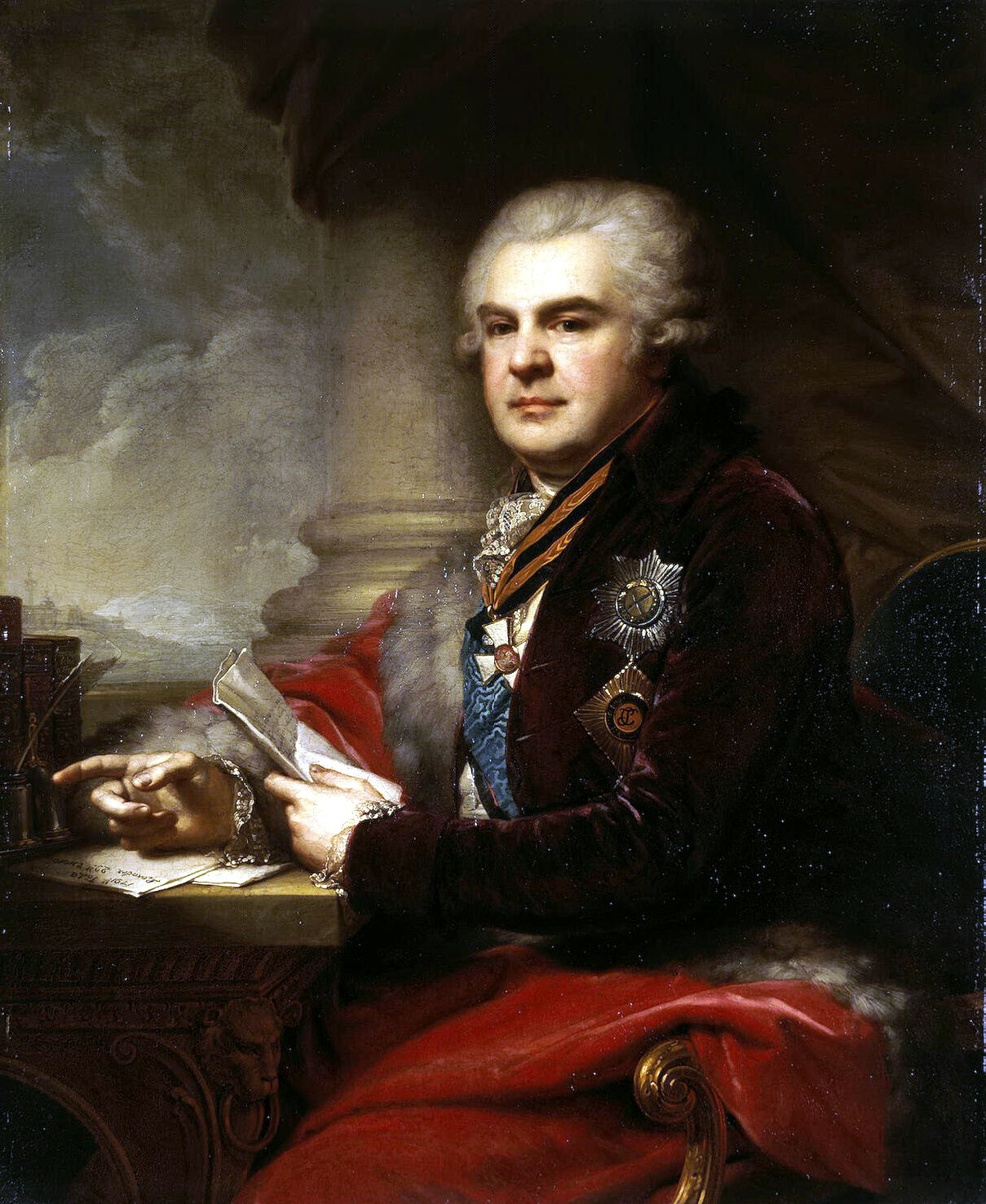
Граф А. Н. Самойлов

В браке графиня Самойлова имела троих сыновей и двух дочерей:
- Елена Александровна (1787—25.11.1843, Милан), была замужем за миллионером Дмитрием Андреевичем Донец-Захаржевским (1784—1871), екатеринославским губернатором (брат Г. А. Захаржевского и А. Х. Бенкендорфа). По отзыву современника, была дамой умной и отлично образованной[2].
- Григорий Александрович (1792—1811), командор Мальтийского ордена; убит в Турецкую войну.
- Софья Александровна (08.11.1797—11.11.1866), фрейлина, замужем за графом А. А. Бобринским.
- Михаил Александрович (06.11.1798—24.09.1820[3]), крещен был 14 ноября 1798 года в Исаакиевском соборе, крестник князя В. И. Несвицкого[4], поручик лейб-гвардии Преображенского полка, умер от чахотки холостым.
- Николай Александрович (1800—1842), женат с 1827 года был на графине Юлии Павловне Пален (с ним пресекся род графов Самойловых)

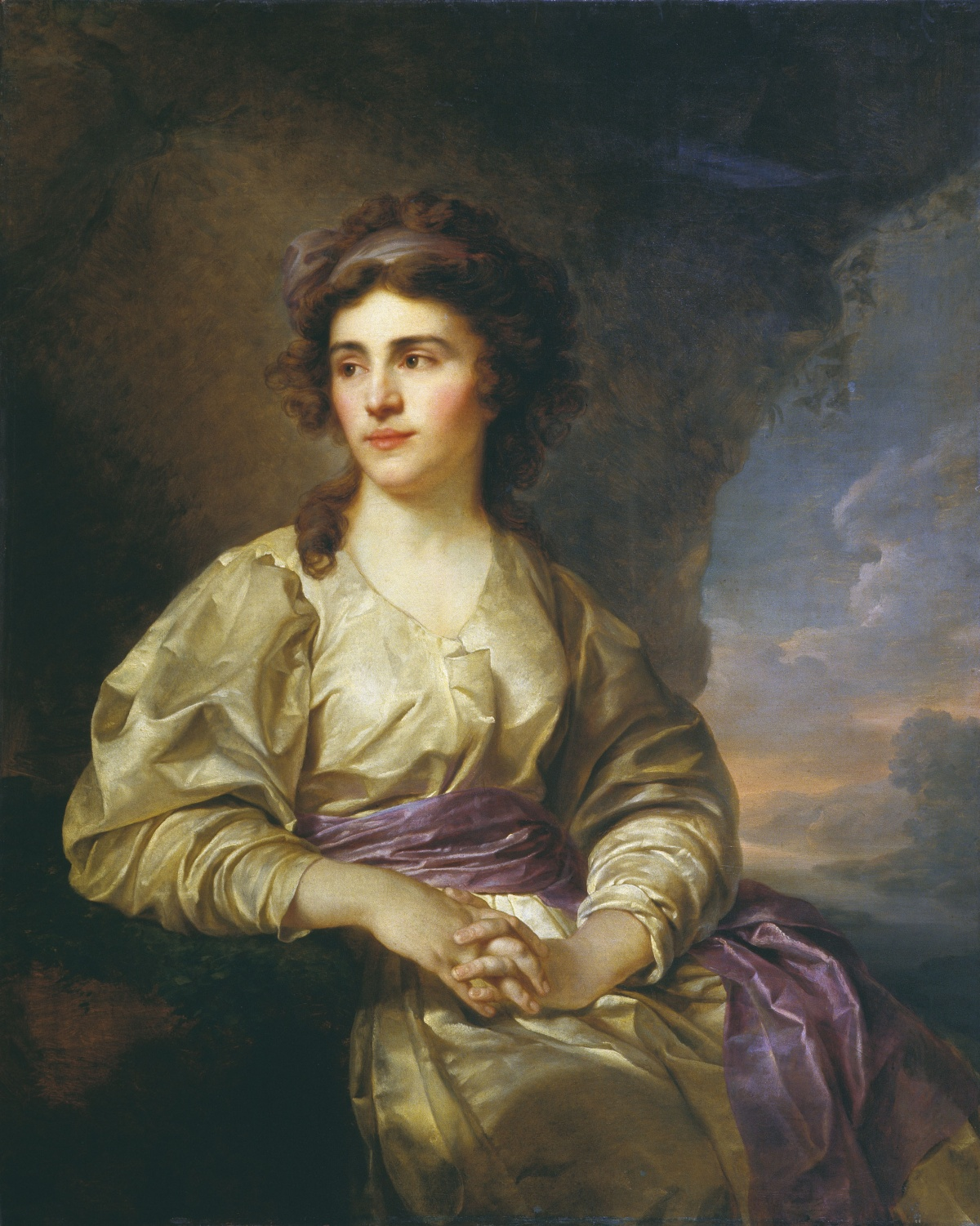
Самойлова на портрете Антона Графа
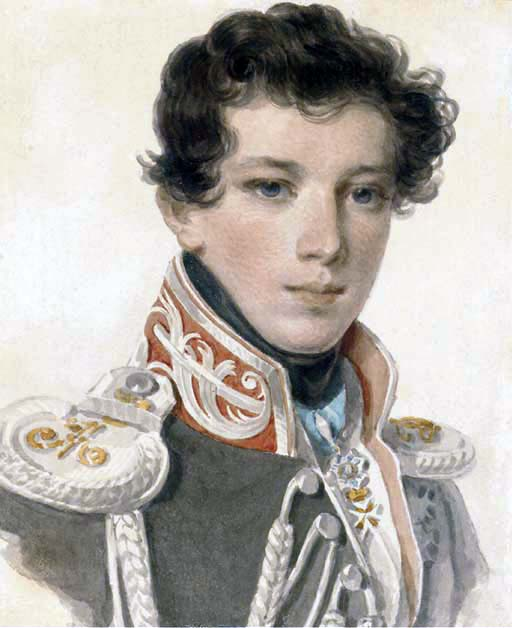
Николай Самойлов
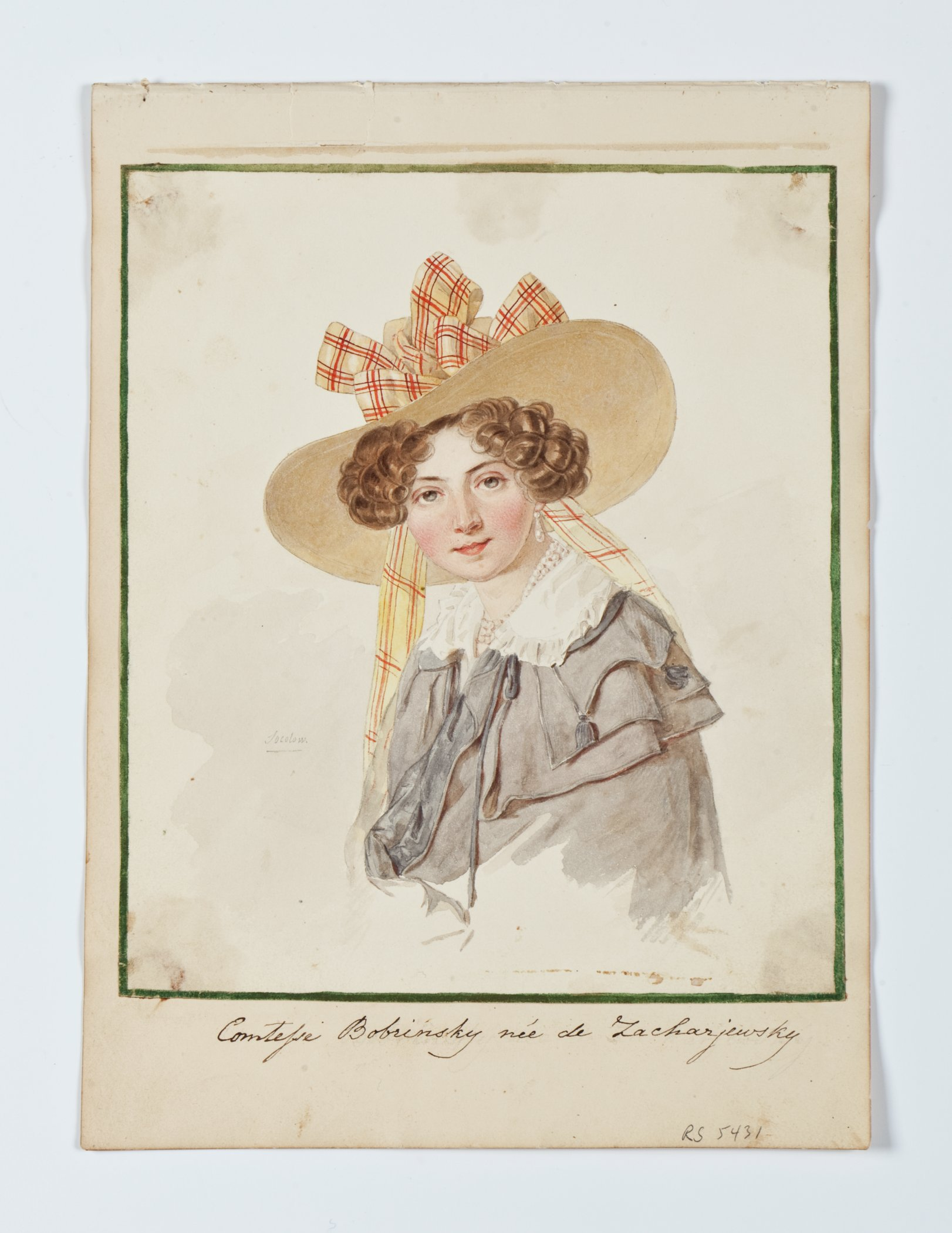
Софья Бобринская

## Адрес в Санкт-Петербурге
с 1786—1796 , Литейный пр., д. 28/1